# Peter van Vossen
Peter Jacobus van Vossen (Zierikzee, 21 april 1968) is een Nederlands voormalig voetballer.

## Loopbaan als speler

### Clubcarrière
Peter van Vossen begon met spelen van betaald voetbal bij VC Vlissingen. Daar werd hij ontdekt door KSK Beveren. Hij maakte zijn debuut op 16 augustus 1989 in de wedstrijd Sint-Truiden-KSK Beveren (1-1). Hij wist zich daar te ontwikkelen als veel scorende spits en verkaste na drie succesvolle seizoenen naar RSC Anderlecht. Die overgang bleef ook in Nederland niet onopgemerkt en Van Vossen kreeg zijn eerste uitnodigingen voor het Nederlands elftal, waar hij al snel een geliefde speler werd, vanwege zijn niet aflatende inzet.
In 1993 was er veel interesse van Nederlandse clubs. Uiteindelijk verkaste hij van RSC Anderlecht naar Ajax voor een bedrag van 7 miljoen gulden. Bij Ajax werd hij, in eerste instantie gehaald voor de linksbuitenpositie, hij moest echter al snel Finidi George en Marc Overmars voor zich dulden. Van Vossen won met Ajax de UEFA Champions League (hij speelde in totaal 252 minuten in zeven wedstrijden in het seizoen 1994/95) en twee landskampioenschappen, maar stond zelf niet vaak in de basis.
In 1995 verkaste hij, samen met John van den Brom die ook bij Ajax op een zijspoor was beland, voor 3 miljoen gulden naar Istanbulspor, waar Leo Beenhakker en Fritz Korbach trainer waren. Na een half jaar vertrok hij echter alweer naar Glasgow Rangers, dat hem ruilde voor Oleg Salenko. Bij Glasgow Rangers werd hij voornamelijk als invaller ingezet en in zijn derde seizoen belandde hij op een zijspoor.
Vervolgens kwam hij bij Feyenoord terecht, waar hij zijn eerste twee seizoenen wel een basiskracht werd. Met Feyenoord werd hij landskampioen en pakte hij ook de Nederlandse Supercup, waarna hij wederom aan minder speelminuten toekwam. Daarop besloot hij voor twee seizoenen bij De Graafschap te tekenen. Hierna overbrugde hij ruim een half jaar bij de amateurs van Bennekom, alvorens terug te keren in het betaalde voetbal bij Vitesse. Mede door de inbreng van Van Vossen wist Vitesse in de eredivisie te blijven. Na afloop van dit seizoen stopte hij definitief met betaald voetbal.
Hij speelde in zijn loopbaan 314 duels en scoorde 77 keer. Tegenwoordig speelt hij weleens mee met het veteranenteam Lucky Ajax.

### Nederlands elftal
Van Vossen maakte op 25 maart 1992 zijn debuut voor het Nederlands voetbalelftal in de vriendschappelijke thuiswedstrijd tegen Joegoslavië. In zijn tweede wedstrijd, de WK kwalificatiewedstrijd tegen Polen wist hij tweemaal te scoren. Een trucje dat hij direct in zijn volgende interland tegen Turkije wist te herhalen. Hierna moest hij spelers als René Eijkelkamp en John Bosman voor zich dulden. Hij maakte tijdens het Europees kampioenschap voetbal 2000 zijn laatste minuten voor het Nederlands elftal, toen hij in de halve finale tegen Italië na 77 minuten mocht invallen voor Boudewijn Zenden.
Van Vossen kwam in totaal tot 31 interlands, waarin hij negen keer wist te scoren. Van zijn 31 interlands startte hij elf keer in de basis en speelde daarvan vijf wedstrijden van het begin tot het eind uit.
| Interlands van Peter van Vossen voor Nederland | Interlands van Peter van Vossen voor Nederland | Interlands van Peter van Vossen voor Nederland | Interlands van Peter van Vossen voor Nederland | Interlands van Peter van Vossen voor Nederland | Interlands van Peter van Vossen voor Nederland |
| №                                              | Datum                                          | Wedstrijd                                      | Uitslag                                        | Competitie                                     | Doelpunten                                     |
| Als speler van KSK Beveren                     | Als speler van KSK Beveren                     | Als speler van KSK Beveren                     | Als speler van KSK Beveren                     | Als speler van KSK Beveren                     | Als speler van KSK Beveren                     |
| ---------------------------------------------- | ---------------------------------------------- | ---------------------------------------------- | ---------------------------------------------- | ---------------------------------------------- | ---------------------------------------------- |
| 1                                              | 25 maart 1992                                  | Nederland – Joegoslavië                        | 2 – 0                                          | Vriendschappelijk                              | 0                                              |
| Als speler van RSC Anderlecht                  |                                                |                                                |                                                |                                                |                                                |
| 2                                              | 14 oktober 1992                                | Nederland – Polen                              | 2 – 2                                          | WK-kwalificatie                                | Goal · Goal                                    |
| 3                                              | 16 december 1992                               | Turkije – Nederland                            | 1 – 3                                          | WK-kwalificatie                                | Goal · Goal                                    |
| 4                                              | 24 februari 1993                               | Nederland – Turkije                            | 3 – 1                                          | WK-kwalificatie                                | 0                                              |
| 5                                              | 24 maart 1993                                  | Nederland – San Marino                         | 6 – 0                                          | WK-kwalificatie                                | Goal                                           |
| 6                                              | 28 april 1993                                  | Engeland – Nederland                           | 2 – 2                                          | WK-kwalificatie                                | Goal                                           |
| 7                                              | 9 juni 1993                                    | Nederland – Noorwegen                          | 0 – 0                                          | WK-kwalificatie                                | 0                                              |
| Als speler van Ajax                            |                                                |                                                |                                                |                                                |                                                |
| 8                                              | 27 mei 1994                                    | Nederland – Schotland                          | 3 – 1                                          | Vriendschappelijk                              | Goal                                           |
| 9                                              | 1 juni 1994                                    | Nederland – Hongarije                          | 7 – 1                                          | Vriendschappelijk                              | 0                                              |
| 10                                             | 12 juni 1994                                   | Canada – Nederland                             | 0 – 3                                          | Vriendschappelijk                              | 0                                              |
| 11                                             | 20 juni 1994                                   | Nederland – Saoedi-Arabië                      | 2 – 1                                          | WK-eindronde                                   | 0                                              |
| 12                                             | 29 juni 1994                                   | Marokko – Nederland                            | 1 – 2                                          | WK-eindronde                                   | 0                                              |
| 13                                             | 4 juli 1994                                    | Nederland – Ierland                            | 2 – 0                                          | WK-eindronde                                   | 0                                              |
| 14                                             | 9 juli 1994                                    | Brazilië – Nederland                           | 3 – 2                                          | WK-eindronde                                   | 0                                              |
| 15                                             | 7 september 1994                               | Luxemburg – Nederland                          | 0 – 4                                          | EK-kwalificatie                                | 0                                              |
| 16                                             | 16 november 1994                               | Nederland – Tsjechië                           | 0 – 0                                          | EK-kwalificatie                                | 0                                              |
| 17                                             | 18 januari 1995                                | Nederland – Frankrijk                          | 0 – 1                                          | Vriendschappelijk                              | 0                                              |
| 18                                             | 26 april 1995                                  | Tsjechië – Nederland                           | 3 – 1                                          | EK-kwalificatie                                | 0                                              |
| Als speler van Feyenoord                       |                                                |                                                |                                                |                                                |                                                |
| 19                                             | 10 oktober 1998                                | Nederland – Peru                               | 2 – 0                                          | Vriendschappelijk                              | Goal                                           |
| 20                                             | 13 oktober 1998                                | Nederland – Ghana                              | 0 – 0                                          | Vriendschappelijk                              | 0                                              |
| 21                                             | 18 november 1998                               | Duitsland – Nederland                          | 1 – 1                                          | Vriendschappelijk                              | 0                                              |
| 22                                             | 10 februari 1999                               | Nederland – Portugal                           | 0 – 0                                          | Vriendschappelijk                              | 0                                              |
| 23                                             | 31 maart 1999                                  | Nederland – Argentinië                         | 1 – 1                                          | Vriendschappelijk                              | 0                                              |
| 24                                             | 28 april 1999                                  | Nederland – Marokko                            | 1 – 2                                          | Vriendschappelijk                              | 0                                              |
| 25                                             | 5 juni 1999                                    | Brazilië – Nederland                           | 2 – 2                                          | Vriendschappelijk                              | Goal                                           |
| 26                                             | 8 juni 1999                                    | Brazilië – Nederland                           | 3 – 1                                          | Vriendschappelijk                              | 0                                              |
| 27                                             | 9 oktober 1999                                 | Nederland – Brazilië                           | 2 – 2                                          | Vriendschappelijk                              | 0                                              |
| 28                                             | 27 mei 2000                                    | Nederland – Roemenië                           | 2 – 1                                          | Vriendschappelijk                              | 0                                              |
| 29                                             | 4 juni 2000                                    | Nederland – Polen                              | 3 – 1                                          | Vriendschappelijk                              | 0                                              |
| 30                                             | 21 juni 2000                                   | Nederland – Frankrijk                          | 3 – 2                                          | EK-eindronde                                   | 0                                              |
| 31                                             | 29 juni 2000                                   | Nederland – Italië                             | 0 – 0                                          | EK-eindronde                                   | 0                                              |

## Loopbaan als trainer
In 2005 deed hij mee aan het televisieprogramma Atletico Ananas, waar hij enkele jongemannen zonder voetbalervaring opleidde tot professioneel voetballer.
In het seizoen 2007-2008 keerde van Vossen in een meer serieuze rol terug op de Nederlandse voetbalvelden, als assistent van Peter Boeve bij FC Omniworld, dat uitkwam in de Jupiler League. In de zomer van 2008 vertrok hij naar AGOVV, waar zijn vriend en oud-collega John van den Brom trainer was. Bij AGOVV werd hij vanwege de financieel slechte situatie van de club ontslagen.
Op 20 juli 2010 werd bekend dat Van Vossen, samen met Eric Hellemons, assistent zou worden van Sándor Popovics bij RBC Roosendaal. Popovics trok zich echter zes dagen na zijn aanstelling terug, omdat hij het achteraf gezien niet eens was met de verregaande verantwoordelijkheden die Van Vossen en Hellemons zouden krijgen. Hij werd hierop vervangen door Fuat Çapa. In april 2011 maakte Van Vossen bekend dat hij wilde vertrekken bij RBC. Nog voor dat hij een nieuwe werkgever had gevonden, ging de club in juni 2011 echter failliet.
Hierna keerde hij terug, ditmaal als jeugdtrainer, bij FC Omniworld, dat ondertussen de naam Almere City FC had aangenomen. In september 2012 werd hij, na het vertrek van Dick de Boer, aangesteld als assistent van Edwin van Ankeren bij het eerste elftal. Later werd Fred Grim aangesteld als hoofdcoach.
Van maart 2014 tot oktober 2015 was Van Vossen hoofdtrainer van Fortuna Sittard, dat uitkwam in de Jupiler League. Het lukte hem niet de ploeg naar een hoger plan te trekken. Na een verloren uitwedstrijd tegen TOP Oss op 2 oktober, werd de trainer op de parkeerplaats bij het uitvak opgewacht door een groep ontevreden supporters die zich beklaagden over de slechte resultaten en Van Vossens ontslag eisten. Hierna werd de coach aan de kant gezet. De ploeg stond op dat moment 17e op de ranglijst.

## Periode na het voetballen
Daarna probeerde hij het als voetbalmakelaar en ging in de Achterhoek wonen. Hij zat in 2018 al jaren in een schuldsanering door een conflict met een autoleasebedrijf.

## Clubstatistieken
| Seizoen | Club            | Duels | Goals |
| ------- | --------------- | ----- | ----- |
| 1987/89 | VC Vlissingen   | 29    | 12    |
| 1989/90 | KSK Beveren     | 27    | 5     |
| 1990/91 | KSK Beveren     | 28    | 18    |
| 1991/92 | KSK Beveren     | 29    | 13    |
| 1992/93 | RSC Anderlecht  | 28    | 6     |
| 1993/94 | Ajax            | 15    | 1     |
| 1994/95 | Ajax            | 26    | 5     |
| 1995/96 | Istanbulspor    | 16    | 5     |
| 1995/96 | Glasgow Rangers | 7     | 0     |
| 1996/97 | Glasgow Rangers | 15    | 5     |
| 1997/98 | Glasgow Rangers | 0     | 0     |
| 1998/99 | Feyenoord       | 30    | 6     |
| 1999/00 | Feyenoord       | 26    | 4     |
| 2000/01 | Feyenoord       | 17    | 0     |
| 2001/02 | De Graafschap   | 27    | 7     |
| 2002/03 | De Graafschap   | 17    | 2     |
| 2003/04 | VV Bennekom     | 23    | 7     |
| 2003/04 | Vitesse         | 6     | 0     |
| Totaal  | Totaal          | 314   | 77    |

## Erelijst
| Competitie                             |        |                  |      |      |
| Competitie                             | Aantal | Jaren            |      |      |
| Ajax                                   | Ajax   | Ajax             | Ajax | Ajax |
| -------------------------------------- | ------ | ---------------- | ---- | ---- |
| Internationaal                         |        |                  |      |      |
| UEFA Champions League                  | 1x     | 1994/95          |      |      |
| Nationaal                              |        |                  |      |      |
| Eredivisie                             | 2x     | 1993/94, 1994/95 |      |      |
| PTT Telecom Cup / Nederlandse Supercup | 2x     | 1993, 1994       |      |      |
| Feyenoord                              |        |                  |      |      |
| Eredivisie                             | 1x     | 1998/99          |      |      |
| Johan Cruijff Schaal                   | 1x     | 1999             |      |      |